# Emiciclo

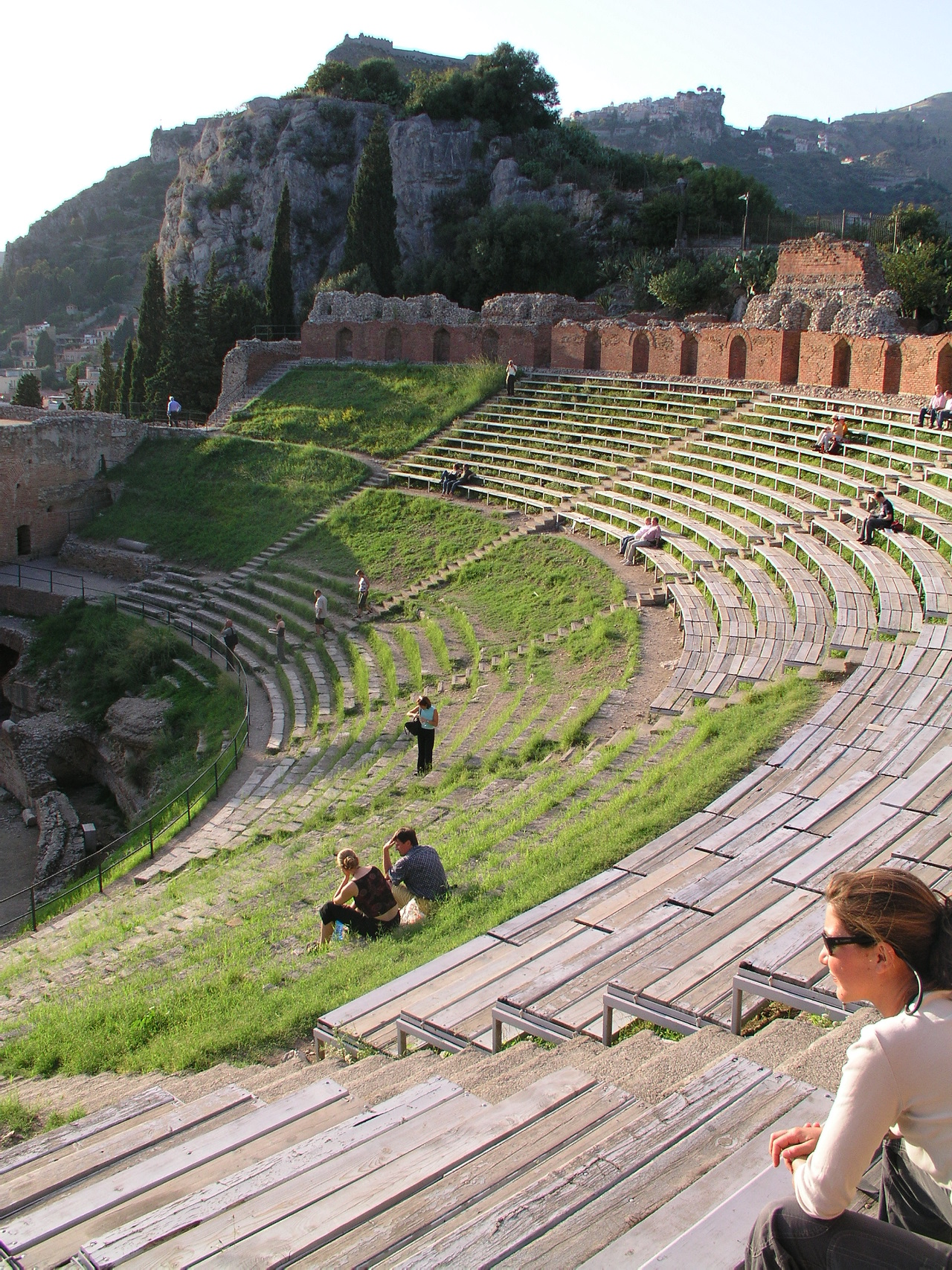
Taormina, Teatro Greco

Per emiciclo si intende, in architettura, un elemento di forma semicircolare. Emi significa in greco 'mezzo', mentre la parola kyklos indica il concetto di 'cerchio'.
Il termine indica generalmente le forme architettoniche concave, come quella famosissima di Piazza del Plebiscito a Napoli o quella di Piazza della Repubblica a Roma, detta piazza dell'Esedra.

## L'emiciclo nell'architettura
La scelta della forma curva rispetto a quella angolare (ad esempio quadrata) può essere giustificata da esigenze stilistiche: ad esempio, la sagoma circolare o ovale può dare ad una piazza un particolare effetto scenografico: è questo il caso, poniamo, di Piazza San Pietro a Roma. Altre volte prevalgono delle esigenze pratiche: ne è un esempio l'uso dell'emiciclo nei teatri greci; la migliore disposizione si otteneva infatti se il pubblico si trovava seduto su una gradinata (cavea) costruita tutt'intorno alla scena.
È peraltro chiaro che l'ampiezza dell'angolo non deve necessariamente corrispondere a quella riscontrabile nel semicerchio: proprio nel caso dei teatri greci, spesso questa superava i 180 gradi.

## Galleria d'immagini

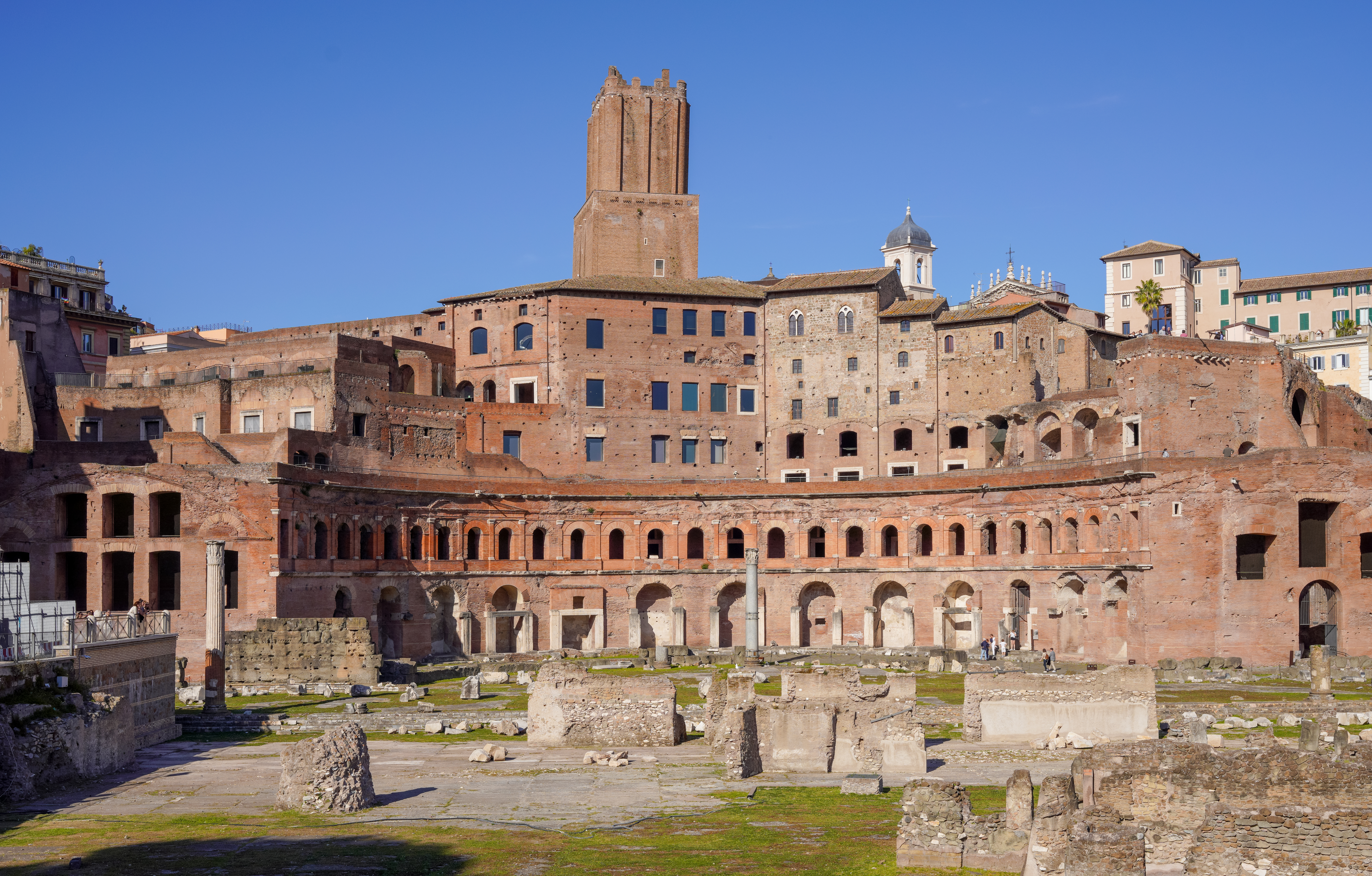
Roma, Mercati di Traiano.
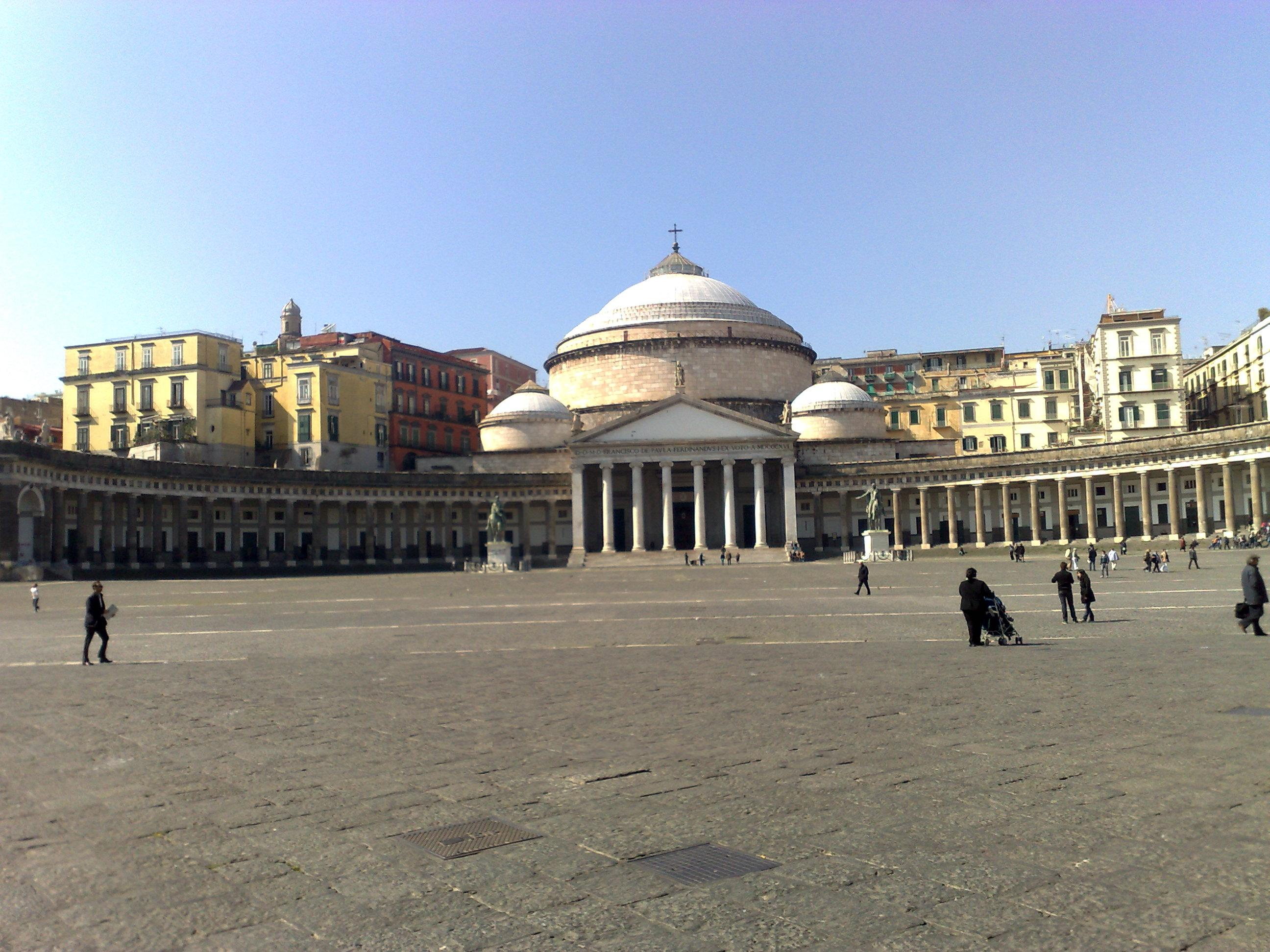
Napoli, Piazza del Plebiscito.
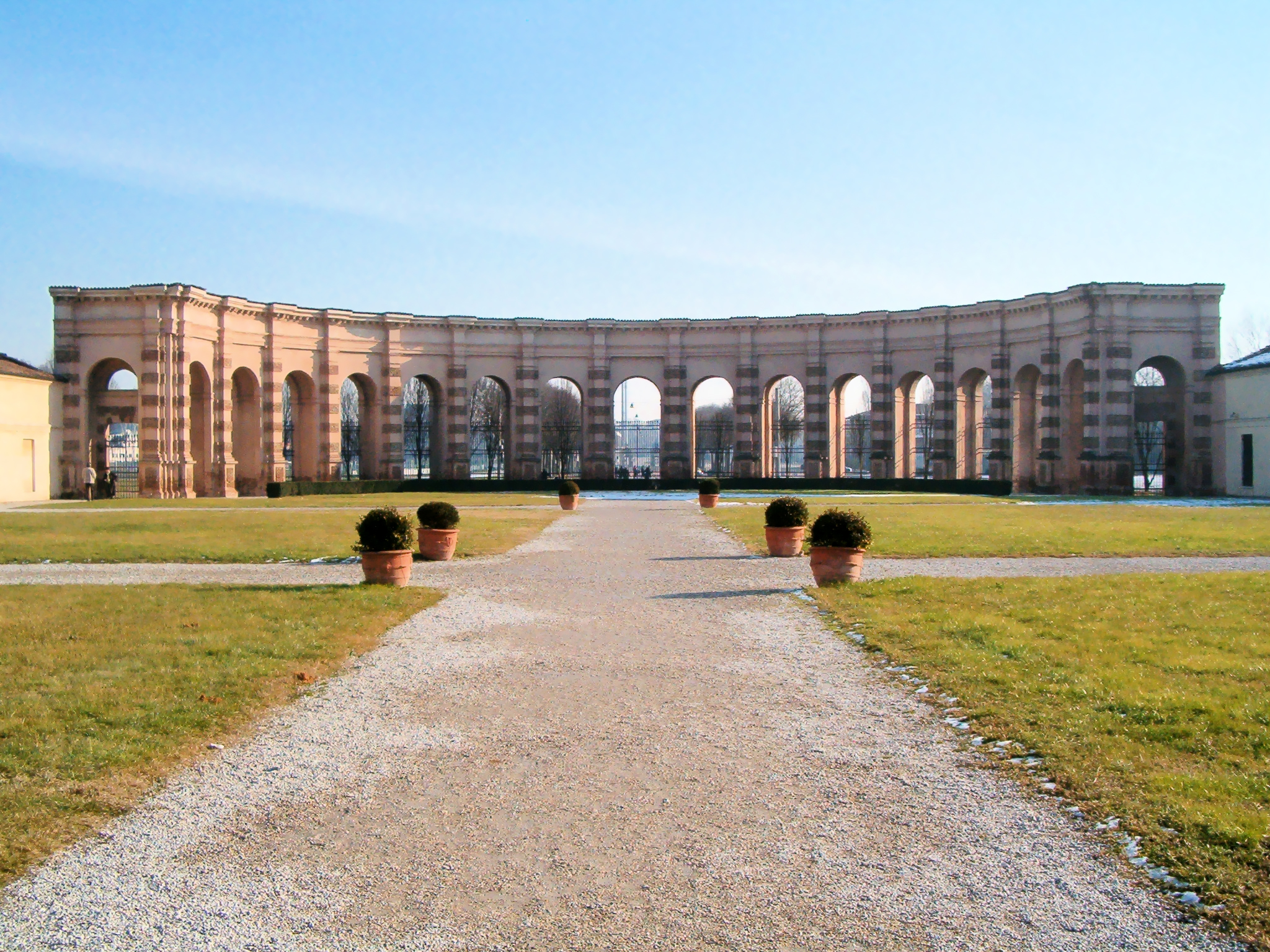
Palazzo Te (Mantova): l'emiciclo dell'esedra.
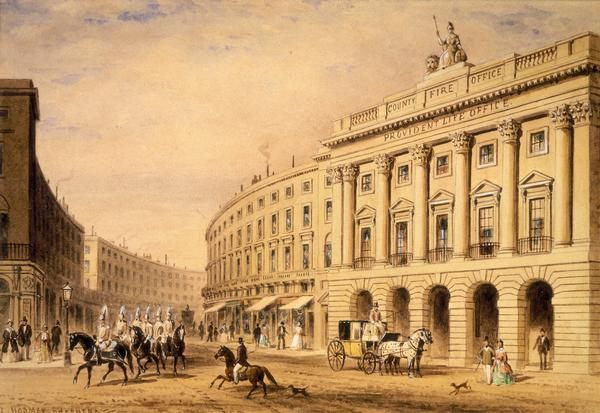
Londra, Regent Street.
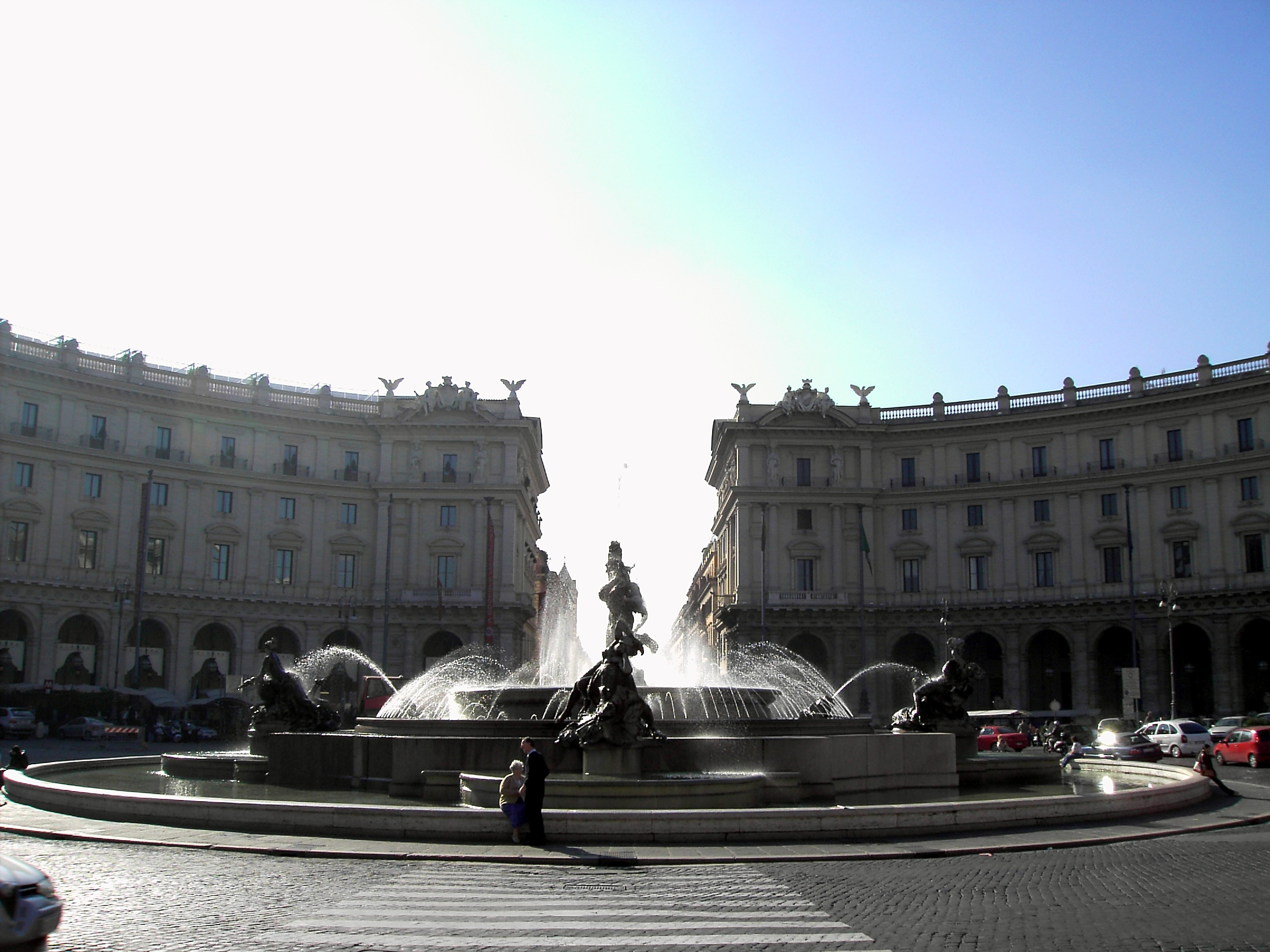
Roma, Piazza dell'Esedra (ora Piazza della Repubblica).
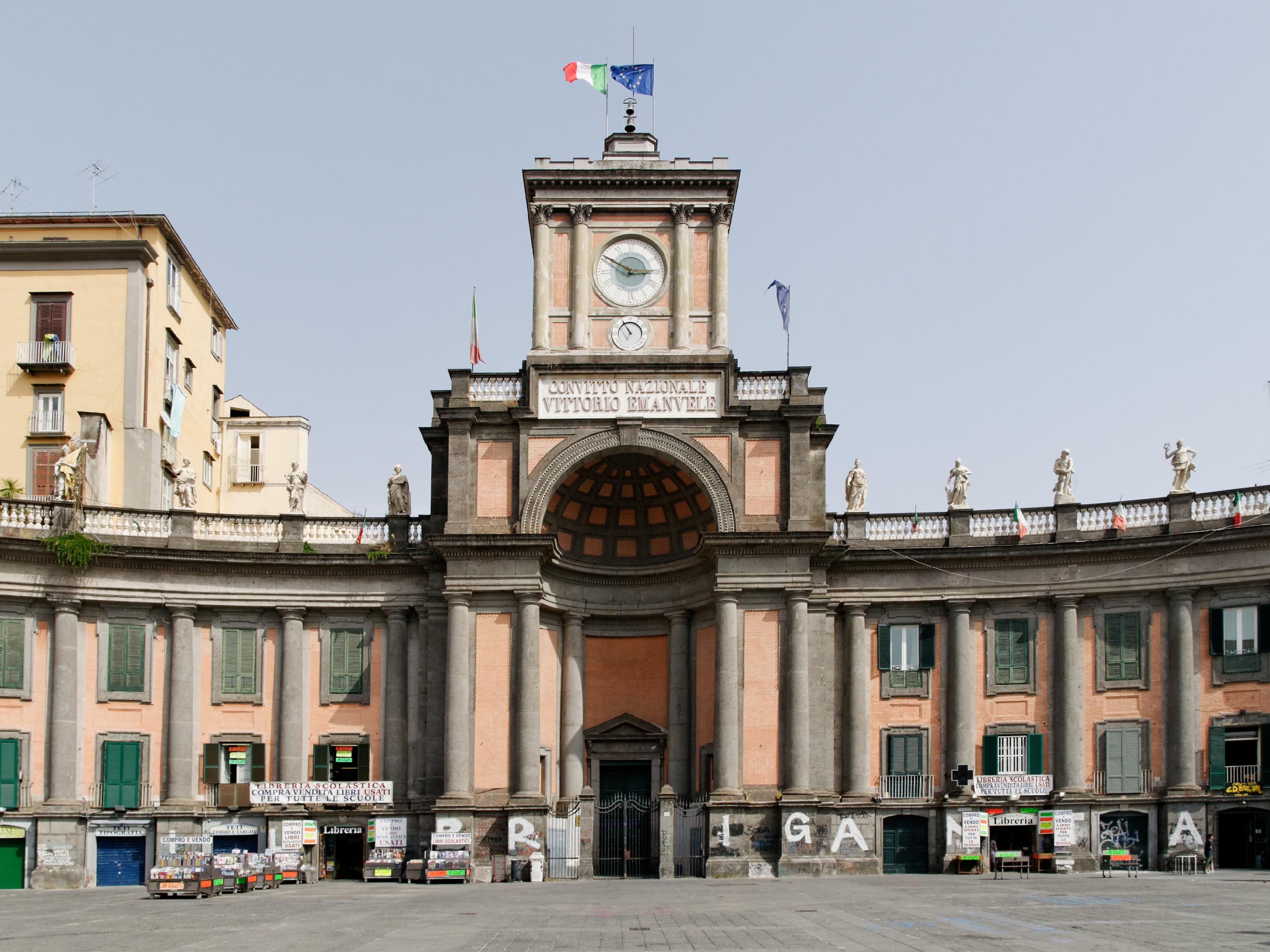
Napoli, Piazza Dante

## L'emiciclo come aula parlamentare
Dall'estensione della forma dell'emiciclo ai parlamenti di tipo continentale deriva, con accezione metaforica, l'uso di questa parola per indicare un parlamento o una sala paragonabile (ad esempio quella dell'Assemblea Nazionale a Parigi, sita nel Palazzo dei Borboni) oppure gli organi che si riuniscono in sede plenaria in quella sala.
La struttura a ferro di cavallo, preferita dalle assemblee parlamentari di tipo non anglosassone, è essa stessa un legato della democrazia inglese, dalla stessa poi in seguito abbandonato: le prime sedute della Camera dei Comuni - dopo la concessione della Magna Charta - avevano infatti luogo in sedi non permanenti, per lo più messe a disposizione dai capitoli delle principali cattedrali o abbazie medievali britanniche; quivi i Comuni si riunivano nelle relative sale capitolari, che avevano spesso struttura ottagonale. In particolare la Chapter house della Cattedrale di Lincoln, più volte usata sotto i sovrani Plantageneti per la sua eccellente acustica, aveva pianta decagonale (ricavata tra il transetto e l'abside della cattedrale, a lato del chiostro) e la disposizione delle panche seguiva quindi le pareti (sui nove lati, escluso quello dell'entrata) formando un ferro di cavallo.
In Italia, "la forma dell'Aula si sviluppò in parallelo all'evoluzione delle regole e delle consuetudini delle assemblee legislative"; più in generale, in ordine allo spazio fisico in cui si svolge l'attività parlamentare, è stato sostenuto che "l'architettura modella la cultura politica, le differenze tra i suoi attori si organizzano nello spazio, cosicché nella Camera dei comuni l'atmosfera sarà totalmente differente dal parlamento dei Paesi Bassi".